# Гловер, Томас
Томас Гловер (полное имя Томас Блейк Гловер, англ. Thomas Blake Glover; 1838—1911) — шотландский предприниматель, работавший в Японии.

## Биография
Родился 6 июня 1838 года в городе Фрейсербург и был пятым из восьми детей в семье Томаса Берри Гловера (1806—1878), офицера береговой охраны из Воксхолла, и его жены — Мэри Финдли (1807—1878). Первые шесть лет Томас провёл в этом городе; в 1844 году семья переехала сначала в Гримсби, затем в небольшую рыбацкую деревушку Коллистон в Абердиншире.
Томас-старший к этому времени был назначен начальником береговой охраны. Молодой Томас Гловер учился во всех школах указанных населённых пунктов, а также в Chanonry School в Старом Абердине. После этого устроился клерком в торговую компанию Jardine Matheson и в 1857 году переехал в Шанхай. В 1859 году он перебрался из Шанхая в Нагасаки и сначала работал, торгуя японским зелёным чаем.
Через два года Томас основал собственную фирму «Glover and Co.» (яп. グラバー商会 гураба-сёкай). Его бизнес базировался в Нагасаки, там он построил свой дом — по настоящее время это здание остается старейшим, построенным в западном стиле, в Японии. В той сложной политической обстановке в Японии Томас Гловер занимался продажей оружия, что осуществлялось в нарушении договорных соглашений между Великобританией и Японией, а также японского законодательства.
Поскольку Томас Гловер принял участие в свержении Сёгуната Токугава в период войны Босин, у него были теплые отношения с новым правительством Мэйдзи. Эти связи привели к расширению его бизнеса: Гловер отвечал за ввод в эксплуатацию одного из первых военных кораблей Императорского флота Японии — корвета Дзёсё-мару (Jho Sho Maru), позже переименованного в Рюдзё, который был построен компанией Alexander Hall and Company в Абердине и спущен на воду 27 марта 1869 года. На этой же верфи он заказал другое судно — Хосё-мару (Hosho Maru). В 1868 году Гловер заключил контракт с родом Набэсима и начал в регионе Сага провинции Хидзэн разработку первой в Японии угольной шахты. Также он доставил в Японию первый сухой док.
Томас Гловер обанкротился в 1870 году, но остался жить в Японии. Он был ключевой фигурой в индустриализации Японии, помогая основать судостроительную компанию, которая позже стала называться Mitsubishi Corporation of Japan. Также стал участником основания в Японии пивоваренного предприятия Japan Brewery Company. Обе компании существуют и в настоящее время.
Умер от болезни почек в своем доме в Токио 16 декабря 1911 года, был похоронен на Международном кладбище Сакамото в Нагасаки.

## Память

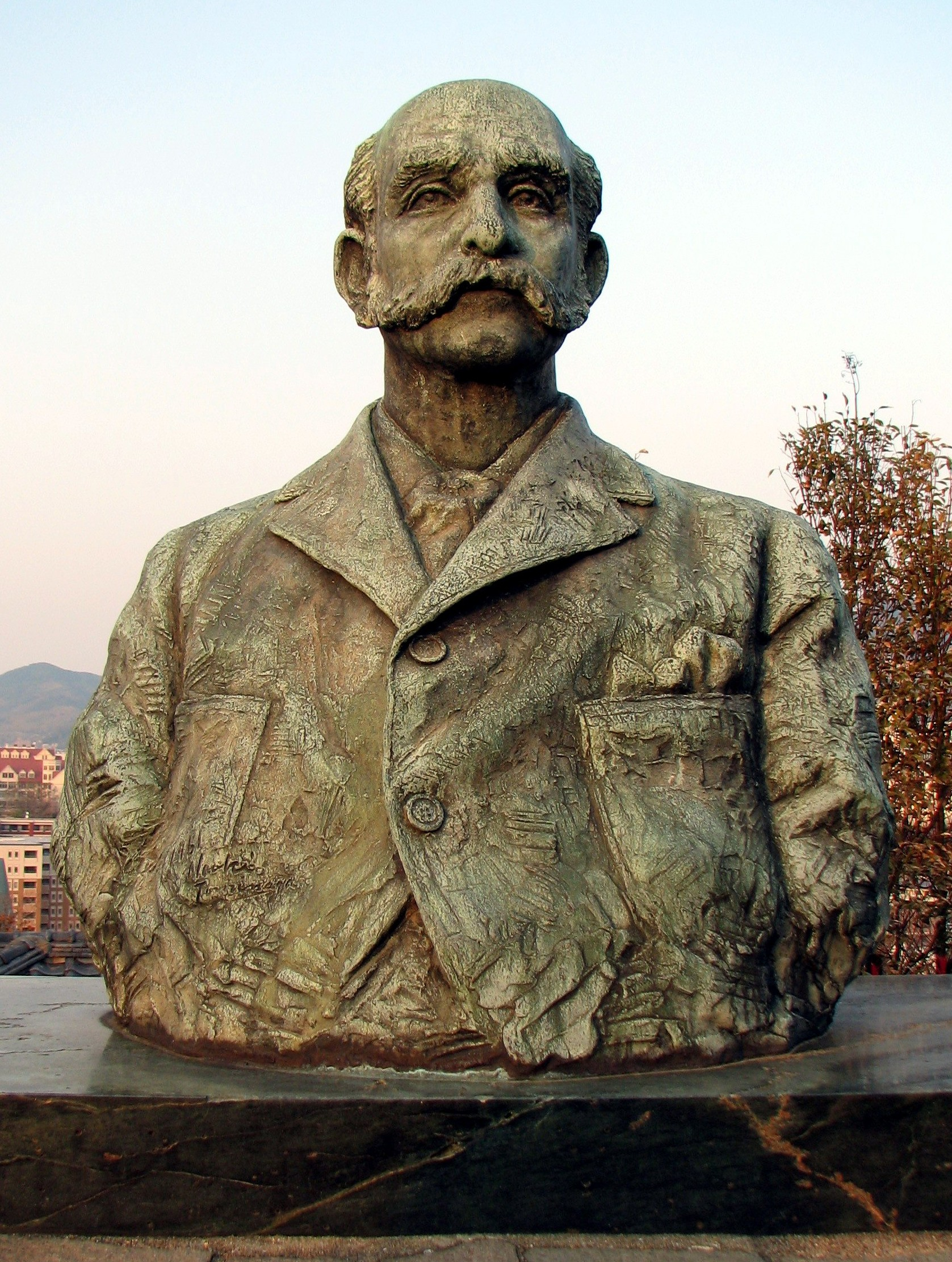
Памятник в Нагасаки

- В знак признания заслуг перед Японией, Томас Гловер был награждён Орденом Восходящего Солнца (второй степени).
- В декабре 2021 года Гловеру была посвящена плантация цветущих вишневых деревьев в парке Минералвелл[7] в Стоунхейвене.[8]
- В честь Томаса Гловера (и давних отношений между Шотландией и Японией) в октябре 2015 года была запущена серия виски Glover.[9]